# برواباخ
شهر برواباخ در ایالت راینلند-فالتز در کشور آلمان واقع شده است.